# 110743 Hirobumi
110743 Hirobumi è un asteroide della fascia principale. Scoperto nel 2001, presenta un'orbita caratterizzata da un semiasse maggiore pari a 2,6119817 UA e da un'eccentricità di 0,0642443, inclinata di 3,77895° rispetto all'eclittica.